# Haakon Sandøy
Haakon Sandøy (ur. 1941 w Tananger) – norweski reżyser filmowy.
Sandøy jest absolwentem łódzkiej Filmówki. W czasie studiów śpiewał utwory amerykańskich wykonawców soulowych z formacją Kanon Rytm. Jako jeden z jej solistów wystąpił w 135 Zgaduj Zgaduli (19 stycznia 1969, Filharmonia Łódzka), wykonując piosenkę z rep. Joe Texa pt. Show Me. Był asystentem przy produkcji Żywota Mateusza z Franciszkiem Pieczką w roli głównej, filmu opartego na powieści Fuglane Tarjei Vesaasa. Zadebiutował w 1973 roku filmem Brannen, w 1977 nakręcił Dagny, film poświęcony młodopolskiej muzie Dagny Juel Przybyszewskiej.  
Przez wiele lat mąż Aleksandry Naumik Sandøy, gwiazdy norweskiego funku i rocka. Obecnie pracuje głównie nad filmami dokumentalnymi związanymi z psychiatrią. Mieszka w Oslo.